# Gendaran
Gendaran is een bestuurslaag in het regentschap Pacitan van de provincie Oost-Java, Indonesië. Gendaran telt 1766 inwoners (volkstelling 2010).